# كرايغ كامبل
كرايغ كامبل (بالإنجليزية: Craig Campbell)‏ هو ضابط وسياسي أمريكي، ولد في 24 مارس 1952 في سبرينغفيلد في الولايات المتحدة. حزبياً، نشط في الحزب الجمهوري. وقد انتخب Lieutenant Governor of Alaska ‏ (10 أغسطس 2009 – 6 ديسمبر 2010).